# Bobliwo
Bobliwo (prononciation : [bɔˈblivɔ]) est un village polonais de la gmina d'Izbica dans le powiat de Krasnystaw de la voïvodie de Lublin dans l'est de la Pologne.
Il se situe à environ 10 kilomètres à l'ouest d'Izbica (siège de la gmina), 13 kilomètres au sud-ouest de Krasnystaw (siège du powiat) et 50 kilomètres au sud-est de Lublin (capitale de la voïvodie).

## Histoire
De 1975 à 1998, le village est attaché administrativement à la Voïvodie de Zamość.

Depuis 1999, il fait partie de la nouvelle voïvodie de Lublin.